# 布朗斯克羅斯羅茲 (阿拉巴馬州)
布朗斯克羅斯羅茲（英語：Browns Crossroads）是一個位於美國阿拉巴馬州亨利縣的非建制地區。該地的面積和人口皆未知。

## 地理
布朗斯克羅斯羅茲的座標為31°25′40″N 85°12′03″W / 31.42777°N 85.20083°W，而該地的平均海拔高度為120米（即390英尺）。